# Sophronica suturalis
Sophronica suturalis là một loài bọ cánh cứng trong họ Cerambycidae.